# Enlig
Enlig, efter engelsk også kaldet single, er en civilstatus uden en fast partner.
En enlig kan være en ungkarl, ungkarlepige eller alenemor, og har altså ikke en kæreste, ægtefælle eller samlever.
Flere studier viser, at enlige generelt har en højere dødelighed, end folk der lever i et parforhold.
Ifølge forskere på University of California, Los Angeles, så er ""det dårligt for dit helbred og din levetid at være single". Det er nemmere for enlige at miste forbindelse til andre. Mangel på sociale relationer vil få personer til gradvist at miste deres selvidentitet, støtte og formål ifølge psykologiprofessor Peggy A. Thoits på Indiana University. I et studie udgivet i 2011 "er der 32 % højere risiko for tidlig død for enlige mænd sammenlignet med gifte mænd. Enlige kvinder har 23 % højere risiko for tidlig død i forhold til gifte kvinder" ifølge American Journals of Epidemiology Study. Forskere har forklaret at enlige personer oplever flere emotionelle faktorer, der får dem til at dø tidligere. I et studie fra Harvard University blev det beskrevet at "Socialt isolerede mænd har 82 % større risiko for at dø af en hjertesygdom". Et peerreviewet studie fandt at enlige havde en højere dødsrate efter større operationer end gifte par.